# Marcin Nowotny
Marcin Nowotny (ur. 1973) – polski naukowiec. W 1998 ukończył studia na Wydziale Chemii Uniwersytetu Warszawskiego. W 2002 obronił pracę doktorską, w 2013 otrzymał habilitację. Tytuł profesora uzyskał w 2020. W 2003-2008 był pracownikiem Narodowych Instytutów Zdrowia (NIH) w Bethesda w USA. W 2008 stanął na czele Laboratorium Struktury Białka w Międzynarodowym Instytucie Biologii Molekularnej i Komórkowej w Warszawie. Był członkiem a następnie przewodniczącym Komitetu Polityki Naukowej przy Ministrze Nauki i Szkolnictwa Wyższego. Członek licznych międzynarodowych towarzystw i organizacji naukowych (Academia Europaea, European Molecular Biology Organization).

## Zainteresowania naukowe
Badania pomiędzy strukturą a zależnością białek przetwarzających kwasy nukleinowe: DNA, i RNA,molekularnymi mechanizmami powstawania uszkodzeń DNA oraz  ich naprawy. Opisanie struktury, mechanizmów działania i charakteryzacji funkcji kilku kluczowych dla biologii komórki białek i kompleksów białkowych, które wchodzą w interakcje z kwasami nukleinowymi i uczestniczą w naprawie DNA, takich jak resolwazy czy nukleazy.

## Nagrody i wyróżnienia
- Nagroda Prezesa Rady Ministrów za pracę doktorską (2003)
- EMBO Installation Grant (2003)
- Howard Hughes Medical Institute (2012)
- Stypendium Academia Europaea Burgen Scholar (2013).
- Krzyż Kawalerski Orderu Odrodzenia Polski (2013)
- Nagroda Fundacji na rzecz Nauki Polskiej (2022) za badania nad molekularnymi mechanizmami powstawania uszkodzeń DNA oraz  ich naprawy